# Vila Nova (Santiago)
Vila Nova é uma aldeia portuguesa da Freguesia de Santiago da Ribeira de Alhariz e do concelho de Valpaços com cerca de 15 habitantes

## Localização
Situa-se entre Esturãos e Nogueira da Montanha

## Património
- Castro de Vila Nova (Cerca)
- Capela de Vila Nova
- Fonte de mergulho

## Atividade Económica
Os vilanovenses produzem batatas, cereais e castanhas